# Anabisetia saldiviai
Anabisetia ("till Ana Biset") är ett släkte av ornithopoder från yngre kritaperioden i det som idag är Patagonien, Sydamerika. Den var en liten tvåbent växtätare som blev nästan två meter långt.
De argentinska paleontologerna Rodolfo Coria och Jorge Calvo namngav Anabisetia år 2002. Släktnamnet hedrar den framlidna Ana Biset, en inflytelserik arkeolog från Neuquén i Argentina, där kvarlevorna efter djuret hittades. Den enda döpta arten heter A. saldiviai efter Roberto Saldivia, en lokal bonde som fann fossilen år 1993.
Det finns åtminstone fem kända exemplar, vilka alla tas upp i originalbeskrivningen från 2002. Holotypen är den mest kompletta av de fem. Den består av fragmentariska bitar av kraniet, det vill säga dela av hjärnskålen och båda benen i underkäken samt tänder. Dessutom består den av kompletta armar från skuldra till hand, kompletta bakben och fötter, samt ryggkotor från alla sektioner i ryggraden. De andra tre exemplaren är mer fragmentariska, men de består av element som inte existerar hos holotypen, till exempel fler ryggkotor, ett komplett bäckenben och en nästan fullständig, ledad svans. Då man räknar ihop alla fem exemplar kan man säga att skelettet är mer eller mindre fullständigt, med undantag för kraniet. Exemplaren finns nu på Museo Carmen Funes i Plaza Huincul, Argentina.
De fem exemplaren hittades på en ort som heter Cerro Bayo Mesa, söder om Plaza Huincul i Neuquén-provinsen i Argentina. Denna plats är en del av Cerro Lisandro-formationen, en geologisk formation inom Rio Limays undergrupp i Neuquén-gruppen. Sedimenten i formationen har bibevarat ett träsk som existerade från yngre Cenomanian- till äldre Turonianskedena under yngre delen av kritaperioden, eller mellan 95 och 92 miljoner år sedan (Leanza o. a., 2004).
Denna dinosaurie skulle kunna vara nära släkt med en annan patagonisk ornithopod, Gasparinisaura, även om bristen på skallmaterial gör det svårt att placera den mer exakt. Då Gasparinisaura och Anabisetia beskrevs första gången antogs de vara basala iguanodonter, mer derived än Tenontosaurus. Emellertid har nyare kladistiska analyser utförda av Coria och andra indikerat att Gasparinisaura faktiskt ligger utanför Iguanodontia, närmre till nordamerikanska ornithopoder som Thescelosaurus och Parksosaurus (Norman o. a., 2004). Anabisetia skulle kunna inneha en liknande placering.